# Andrea Euteneuer
Andrea Euteneuer (* 11. September 1971) ist eine ehemalige deutsche Fußballspielerin.

## Karriere
Andrea Euteneuer, die hauptberuflich als Fachangestellte für Bäderbetriebe tätig war und bis 1988 für den SC 07 Bad Neuenahr spielte, gehörte bis 1996 dem TSV Siegen und mit Umbenennung im Jahr 1997 bis 2000 den Sportfreunden Siegen als Abwehrspielerin an. 
Ihre Premierensaison bestritt sie in der Bundesliga Nord in der bis 1997 ausgetragenen zweigleisigen Bundesliga. In dieser Zeit ging sie mit ihrer Mannschaft dreimal in Folge als regionaler Meister hervor und war entsprechend für die Endrunde um die Deutsche Meisterschaft qualifiziert. Dreimal gelang ihrer Mannschaft der Vorstoß ins Finale, das erstmals am 28. Juni 1992 im heimischen Leimbachstadion gegen Grün-Weiß Brauweiler mit 2:0 gewonnen wurde. Am 20. Juni 1993 hingegen wurde es im Waldstadion von Limburgerhof gegen den TuS Niederkirchen mit 1:2 n. V. verloren; die Führung durch Silvia Neid wechselte durch die beiden Tore von Heidi Mohr. In Pulheim folgte am 19. Juni 1994 mit dem 1:0-Sieg erneut über Grün-Weiß Brauweiler der zweite Titel. Nachdem der Verein die Saison 1994/95 als Drittplatzierter beendet hatte, reichte in der Folgesaison der zweite Platz erneut zur erneuten Teilnahme an der Endrunde um die Deutsche Meisterschaft. In dieser setzte sie sich mit ihrem Verein erneut im Halbfinale durch, wie auch im anschließenden Finale am 2. Juni 1996 gegen die SG Praunheim – das einzige Tor zum Sieg erzielte Michaela Kubat in der 29. Minute. In den drei Spielzeiten der eingleisigen Bundesliga belegte sie mit ihrer Mannschaft den fünften und zweimal in Folge den dritten Platz.
Im DFB-Pokal-Wettbewerb erreichte ihre Mannschaft fünfmal das Finale, wobei die Premiere am 23. Mai 1992 ohne sie im Berliner Olympiastadion mit 0:1 gegen den FSV Frankfurt getrübt wurde. Dafür reichte es am 12. Juni 1993 an selber Stätte zum Titel, da Grün-Weiß Brauweiler mit 6:5 im Elfmeterschießen bezwungen werden konnte, wobei sie den ersten Elfmeter zum 1:0 verwandelte. Es sollte der einzige Pokalsieg bleiben, da Grün-Weiß Brauweiler sich im Jahr darauf revanchierte und am 14. Mai 1994 in Berlin mit 2:1 siegte, wie auch am 24. Juni 1995 der FSV Frankfurt mit 3:1 und am 6. Mai 2000 der 1. FFC Frankfurt mit 2:1.

## Erfolge
- Deutscher Meister 1992, 1994, 1996, Finalist 1993,
- Meister der Bundesliga Nord 1992, 1993, 1994
- DFB-Pokal-Sieger 1993, -Finalist 1992, 1994, 1995, 2000